# 1977 год в спорте
Список 1977 год в спорте описывает спортивные события, произошедшие в 1977 году.

## СССР
- Чемпионат СССР по боксу 1977;
- Чемпионат СССР по классической борьбе 1977;
- Чемпионат СССР по лёгкой атлетике 1977;
- Чемпионат СССР по международным шашкам среди женщин 1977;
- Чемпионат СССР по самбо 1977;
- Чемпионат СССР по хоккею с мячом 1976/1977;
- Чемпионат СССР по шахматам 1977;

### Волейбол
- Чемпионат СССР по волейболу среди женщин 1977;
- Чемпионат СССР по волейболу среди мужчин 1977;

### Футбол
- Кубок СССР по футболу 1977;
- Чемпионат Латвийской ССР по футболу 1977;
- Чемпионат СССР по футболу 1977;
- Создан клуб «Шахтёр» (Луганск);

### Хоккей с шайбой
- Чемпионат СССР по хоккею с шайбой 1976/1977;
- Чемпионат СССР по хоккею с шайбой 1977/1978;
- Созданы клубы:
  - «Буран»;
  - «Сокол» (Красноярск);

## Международные события
- Летняя Универсиада 1977;

### Чемпионаты Европы
- Чемпионат Европы по баскетболу 1977;
- Чемпионат Европы по бейсболу 1977;
- Чемпионат Европы по боксу 1977;
- Чемпионат Европы по водным видам спорта 1977;
- Чемпионат Европы по фигурному катанию 1977;
- Чемпионат Европы по международным шашкам среди мужчин 1977;

### Чемпионаты мира
- Чемпионат мира по биатлону 1977;
- Чемпионат мира по конькобежному спорту в классическом многоборье 1977;
- Чемпионат мира по конькобежному спорту в классическом многоборье среди женщин 1977;
- Чемпионат мира по международным шашкам среди женщин 1977;
- Чемпионат мира по фигурному катанию 1977;
- Чемпионат мира по хоккею с мячом 1977;
- Чемпионат мира по художественной гимнастике 1977;

### Баскетбол
- Кубок чемпионов ФИБА 1976/1977;
- Кубок чемпионов ФИБА 1977/1978;

### Волейбол
- Кубок европейских чемпионов по волейболу среди женщин 1977/1978;
- Кубок европейских чемпионов по волейболу среди женщин 1976/1977;
- Кубок мира по волейболу среди женщин 1977;
- Кубок мира по волейболу среди мужчин 1977;
- Чемпионат Европы по волейболу среди женщин 1977;
- Чемпионат Европы по волейболу среди женщин 1977 (квалификация);
- Чемпионат Европы по волейболу среди мужчин 1977;
- Чемпионат Европы по волейболу среди мужчин 1977 (квалификация);
- Чемпионат Северной, Центральной Америки и Карибского бассейна по волейболу среди женщин 1977;
- Чемпионат Северной, Центральной Америки и Карибского бассейна по волейболу среди мужчин 1977;
- Чемпионат Южной Америки по волейболу среди женщин 1977;
- Чемпионат Южной Америки по волейболу среди мужчин 1977;

### Снукер
- Мастерс 1977 (снукер);
- Официальный рейтинг снукеристов на сезон 1976/1977;
- Официальный рейтинг снукеристов на сезон 1977/1978;
- Чемпионат мира по снукеру 1977;
- Чемпионат Великобритании по снукеру 1977;
- Чемпионат мира по снукеру 1977;

### Футбол
- Матчи сборной СССР по футболу 1977;
- Кубок европейских чемпионов 1976/1977;
- Кубок европейских чемпионов 1977/1978;
- Кубок Либертадорес 1977;
- Кубок обладателей кубков УЕФА 1977/1978;
- Кубок чемпионов КОНКАКАФ 1977;
- Кубок обладателей кубков УЕФА 1976/1977;
- Кубок обладателей кубков УЕФА 1977/1978;
- Международный футбольный кубок 1977;
- Финал Кубка европейских чемпионов 1977;
- Финал Кубка обладателей кубков УЕФА 1977;

### Хоккей с шайбой
- Матч всех звёзд НХЛ 1977;
- НХЛ в сезоне 1976/1977;
- НХЛ в сезоне 1977/1978;
- Суперсерия 1976/1977;
- Суперсерия 1977/1978;
- Чемпионат мира по хоккею с шайбой 1977;

### Шахматы
- Вейк-ан-Зее 1977;
- Командный чемпионат Европы по шахматам 1977;
- Матчи претендентов 1977/1978;
- Матчи претенденток 1977/1978;

## Моторные виды спорта
- Ралли Лондон — Сидней;
- Формула-1 в сезоне 1977;
- Чемпионат мира по ралли 1977;

## Персоналии

### Родились
- 12 сентября — Пахалина, Юлия Владимировна, российская прыгунья в воду. Олимпийская чемпионка, трёхкратная чемпионка мира, восьмикратная чемпионка Европы.
- 12 декабря — Сайтиев, Адам Хамидович, российский борец вольного стиля, Заслуженный мастер спорта России, трёхкратный чемпион России, трёхкратный чемпион Европы, двукратный чемпион мира, олимпийский чемпион.

### Скончались
- 4 ноября — Пинки Питтенгер (англ. Pinky Pittenger) (род. 1899), американский бейсболист.